# Seks sange opus 6
Seks sange opus 6 is tevens de zesde verzameling liederen die de Noorse componiste Agathe Backer-Grøndahl uitbracht. Na haar Zweedse uitstapje waren deze liederen weer in het Deens. Alhoewel het qua componeren een aantal van haar vroegste liederen waren, werden ze pad in 1879 uitgegeven door Warmuth Musikforlag in Christiania.
De zes liederen zijn:
- Jeg ved ensteds mellem barskovens træn op tekst van Jörgen Moe in allegro leggiero in A majeur, geschreven in 1867
- Romance Hyrden grædsen op tekst van Hans Christian Andersen in allegretto in G majeur, geschreven in 1868
- Til ham op tekst van Magdalena Thoresen in larghetto in Es majeur, geschreven in 1871
- Den dag kjem aldri, at eg deg glöymer op tekst van Aasmund Olavsson Vinje in moderato assai in Des majeur, geschreven in 1870
- Den tyngste sorg og möda op tekst van Ivar Aasen in moderato assai in G majeur, geschreven in 1871
- Fuglefængeren op tekst van Jörgen T. (verder onbekend gebleven) in allegretto in A mineur, ongedateerd